# Escudo de Mecklemburgo-Pomerania Occidental
El escudo de Mecklemburgo-Pomerania Occidental representa la cabeza de toro de Mecklemburgo, el grifo de Pomerania, y el águila roja de Brandeburgo. Las armas menores representan solo la cabeza de toro de Mecklemburgo y el grifo de Pomerania. Debería ser comparado con las armas de Mecklemburgo-Schwerin y Mecklemburgo-Strelitz, Estados predecesores, junto con el Ducado de Pomerania con un conjunto completo de armas más complejo.

## Partes
| Mecklemburgo | Pomerania | Brandeburgo |
|              |           |             |